# Wyszków Śląski
Wyszków Śląski est une localité polonaise de la voïvodie d'Opole et du powiat de Nysa.

## Géographie

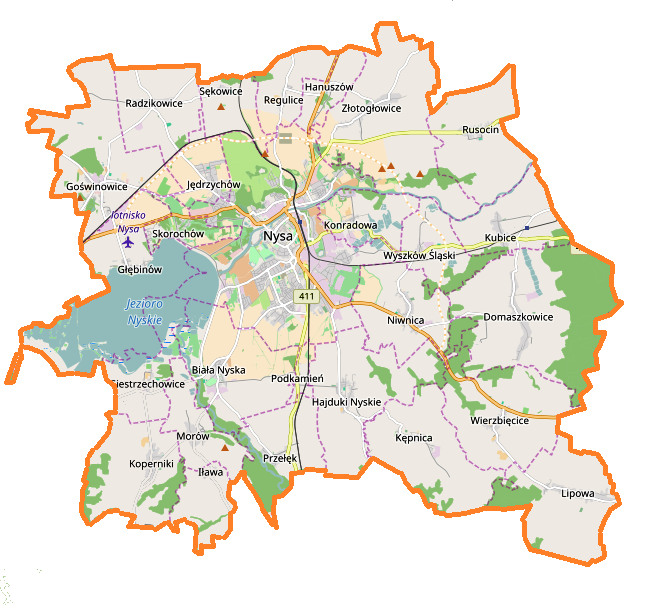
Carte de la gmina de Nysa.